# Боженците
Боже́нците (Боженци, болг. Боженците) — село в Болгарии. Находится в Габровской области, входит в общину Габрово. Население составляет 39 человек. С 1964 года село Боженците является архитектурно-историческим резерватом (заповедником).

## Политическая ситуация
Боженците подчиняется непосредственно общине и не имеет своего кмета.
Кмет (мэр) общины Габрово — Томислав Пейков Дончев (Граждане за европейское развитие Болгарии (ГЕРБ)) по результатам выборов.

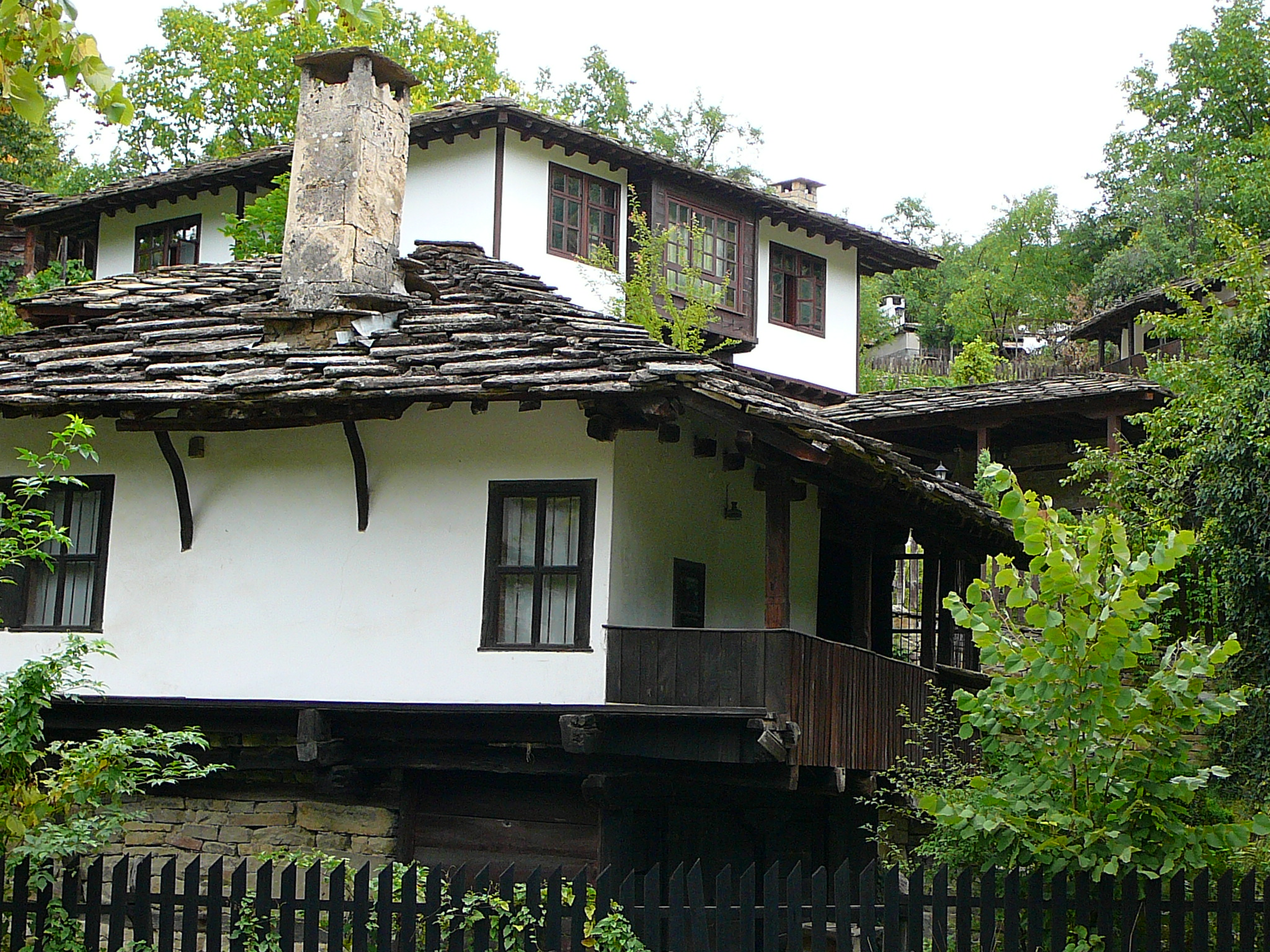

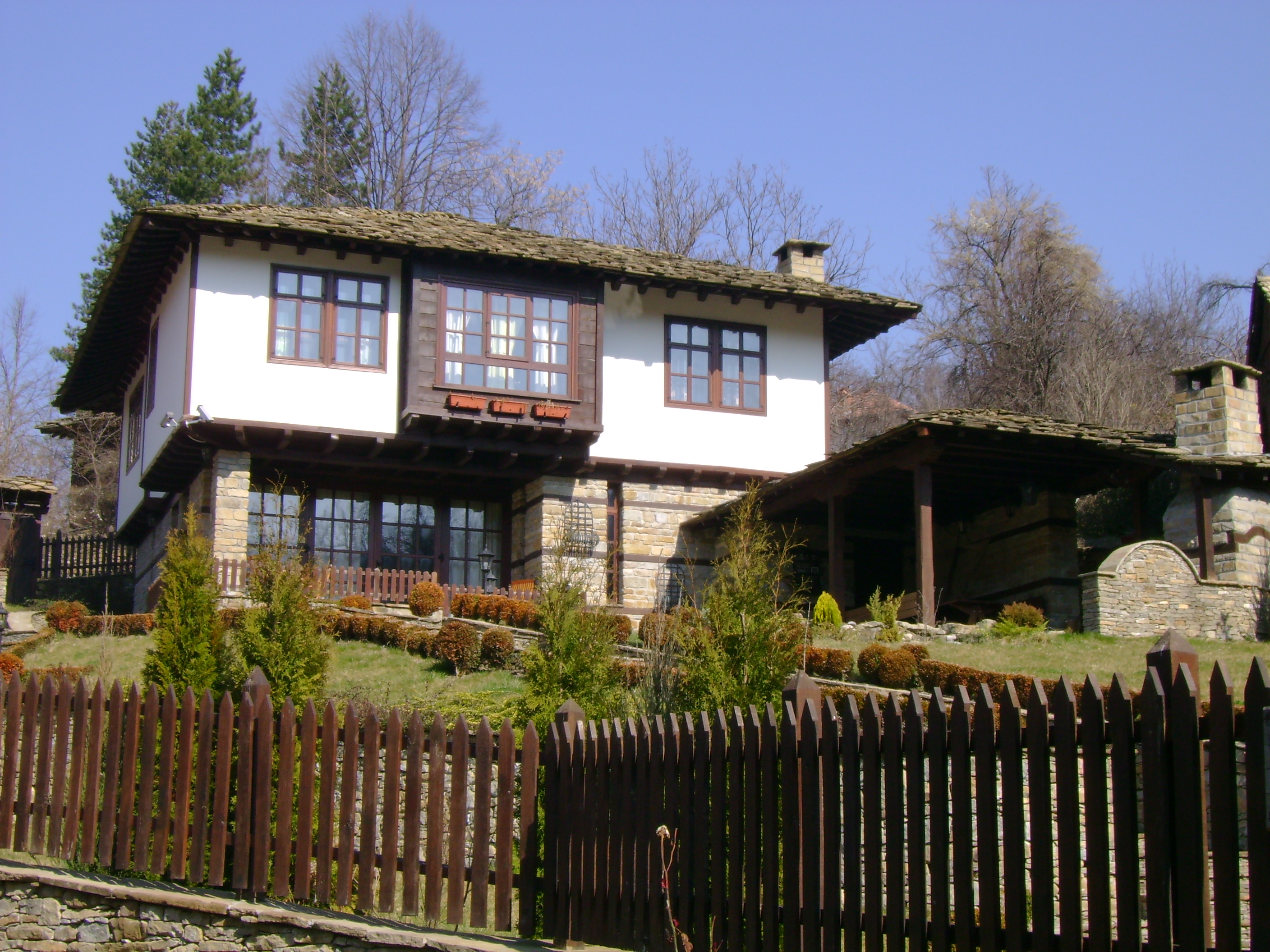